# 維持會
维持会又稱治安维持会，是一种具有临时政府性质的组织，常见于中国抗日战争时期。常指大日本帝國在中華民國佔領区内扶持當地人建立的地方组织，其任务是镇压日军佔領區人民的反日活动，维持占领区的治安。日本特务机关、日本宪兵队派出的顾问實際控制维持会。1931年九一八事变后，日军在中國东北各省、县建立维持会。1937年7月盧溝橋事變第二次中日戰爭全面爆發後，日軍佔領後便撤銷國民政府原先设立的政府機關，並指派日本特务机关扶植當地人組建维持会。日本在各地正式組建傀儡政府機關後，维持会相繼解散。抗戰末期，1945年8月後被蘇聯紅軍佔領下的原滿洲國境內各地也紛紛由當地士紳組建維持會，以維護當地社會秩序。